# Habboûch
Habboûch (em árabe: حبوش) é uma cidade do Líbano, localizada na província do Nabatiye.   